# ウミタナゴ科
ウミタナゴ科（学名：Embiotocidae）は、スズキ目ベラ亜目に所属する魚類の分類群の1つ。ウミタナゴ・オキタナゴなど、卵胎生の魚類を中心に13属24種が記載される。

## 分布・生態

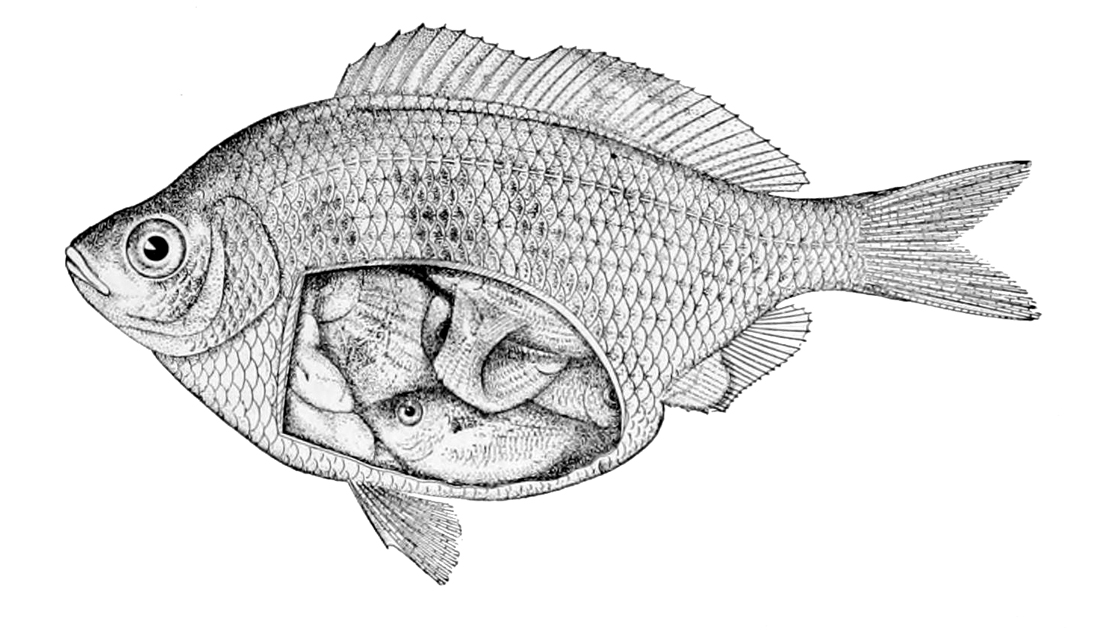
シャイナーサーフパーチ（Cymatogaster aggregata）。本科は卵胎生のグループとして知られ、仔稚魚は雌の体内で成長してから産み落とされる

ウミタナゴ科の魚類はほとんどが海水魚で、主に北太平洋の沿岸域に分布する。所属する24種のうち、18種は北アメリカ北西部の太平洋岸に、4種は日本・朝鮮半島など太平洋北東部の沿岸に生息する。淡水産種として1種（Hysterocarpus traskii）のみが、カリフォルニア州の水系から知られている。また1種は北アメリカの汽水から知られる。
本科の仲間は藻場・岩礁・潮間帯やタイドプールなど、沿岸の浅い海に多くみられる。海底の底生生物、あるいは海藻に付着した無脊椎動物を捕食する食性が一般的だが、動物プランクトン食に特化した種類も知られている。
ウミタナゴ類は卵胎生の繁殖様式をもつことで知られている。雄は厚く発達した臀鰭の先端部を用いて雌と交尾し、体内受精を行う。孵化した仔魚は雌の体内である程度成長してから産出され、一部の種類の雄ではすでに性成熟に達していることさえある。

## 形態
ウミタナゴ科の仲間は左右に平たく側扁した、いわゆる鯛型の体型をもつ。多くは全長20-30cm程度に成長する小・中型の魚類で、最大種Rubberlip seaperch（Rhacochilus toxotes）では45cmに達する。側線は体側の高い位置を走行し、よく発達するが尾鰭には達しない。鱗は円鱗で、側線鱗は35-75枚。
背鰭は1つで、通常は6-11本の棘条と9-28本の軟条で構成されるが、Hysterocarpus 属のみ15-19本の棘条をもつ。臀鰭は3棘15-35軟条で、尾鰭は二又に分かれる。

## 分類

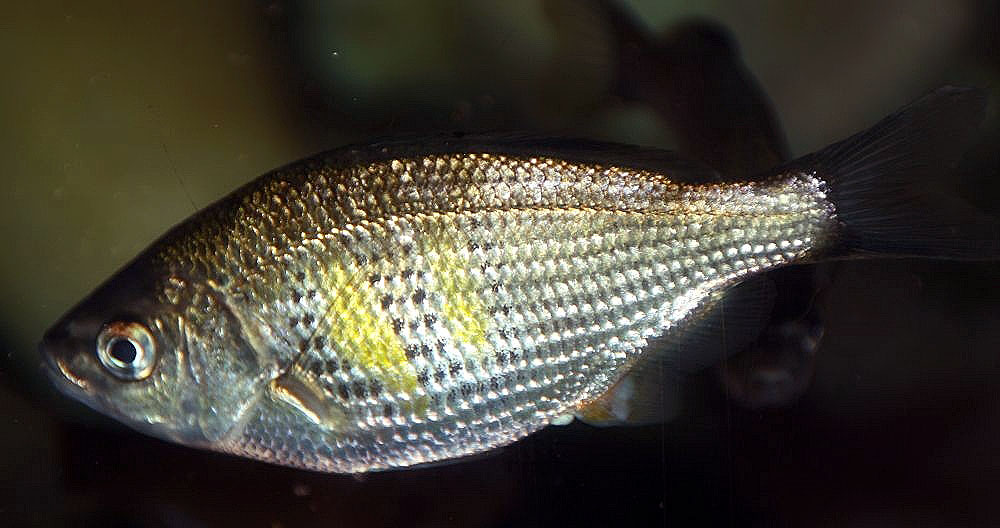
シャイナーサーフパーチ（Cymatogaster aggregata）。大きな群れを形成し、淡水・汽水域にも進出する

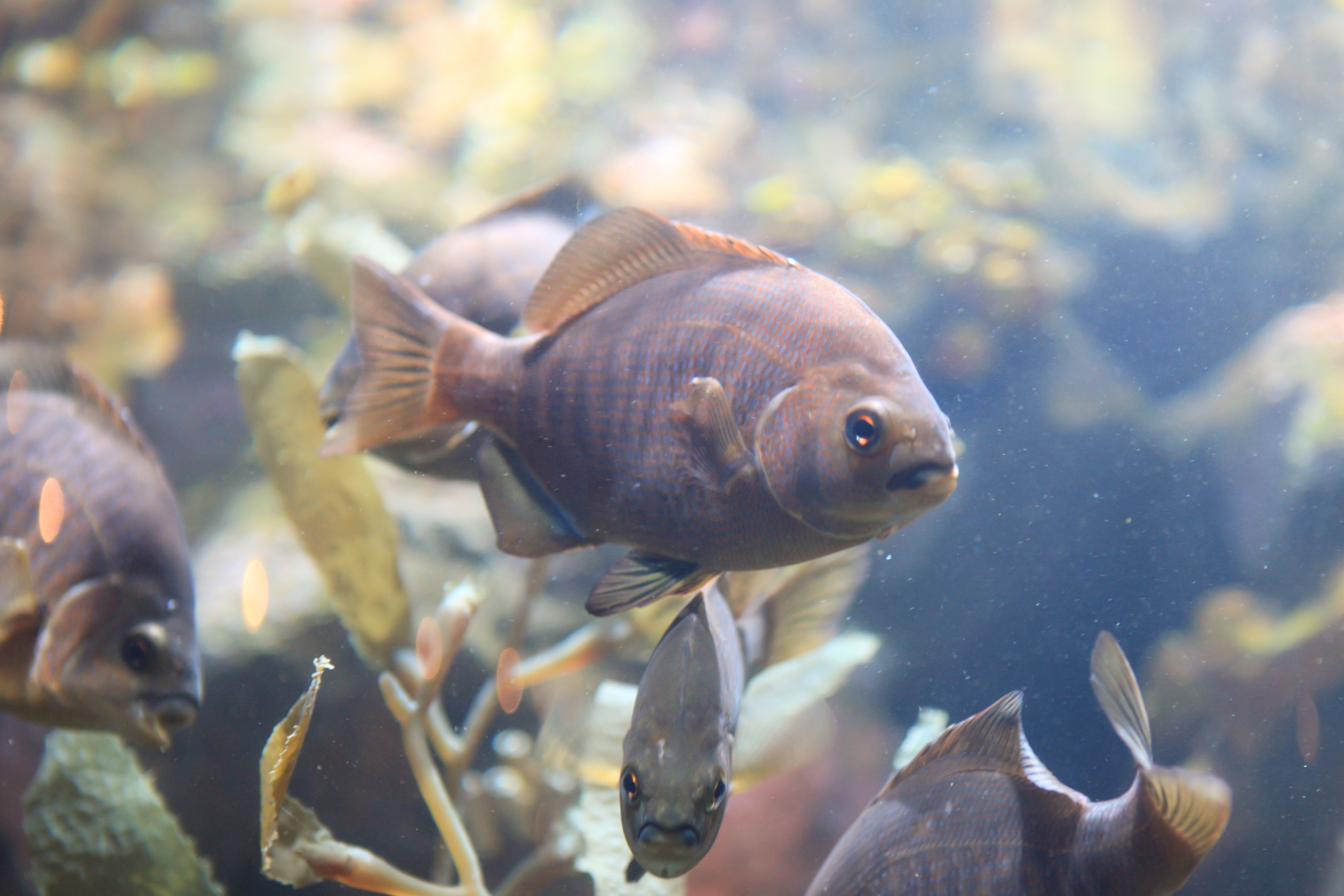
ブラックパーチ（Embiotoca jacksoni）。通常は浅場で暮らすが、水深40mを超えるやや深い海域からも知られている

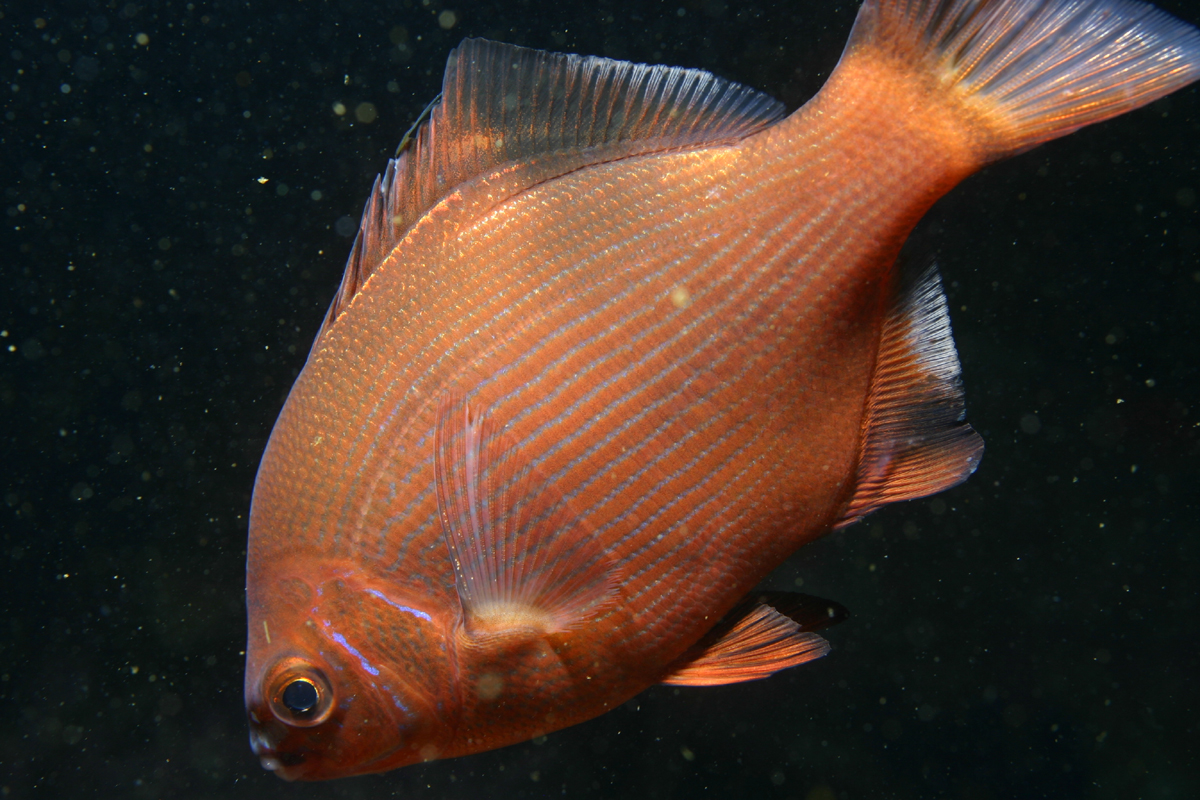
ストライプトシーパーチ（Embiotoca lateralis）。釣魚・食用魚として広く利用される

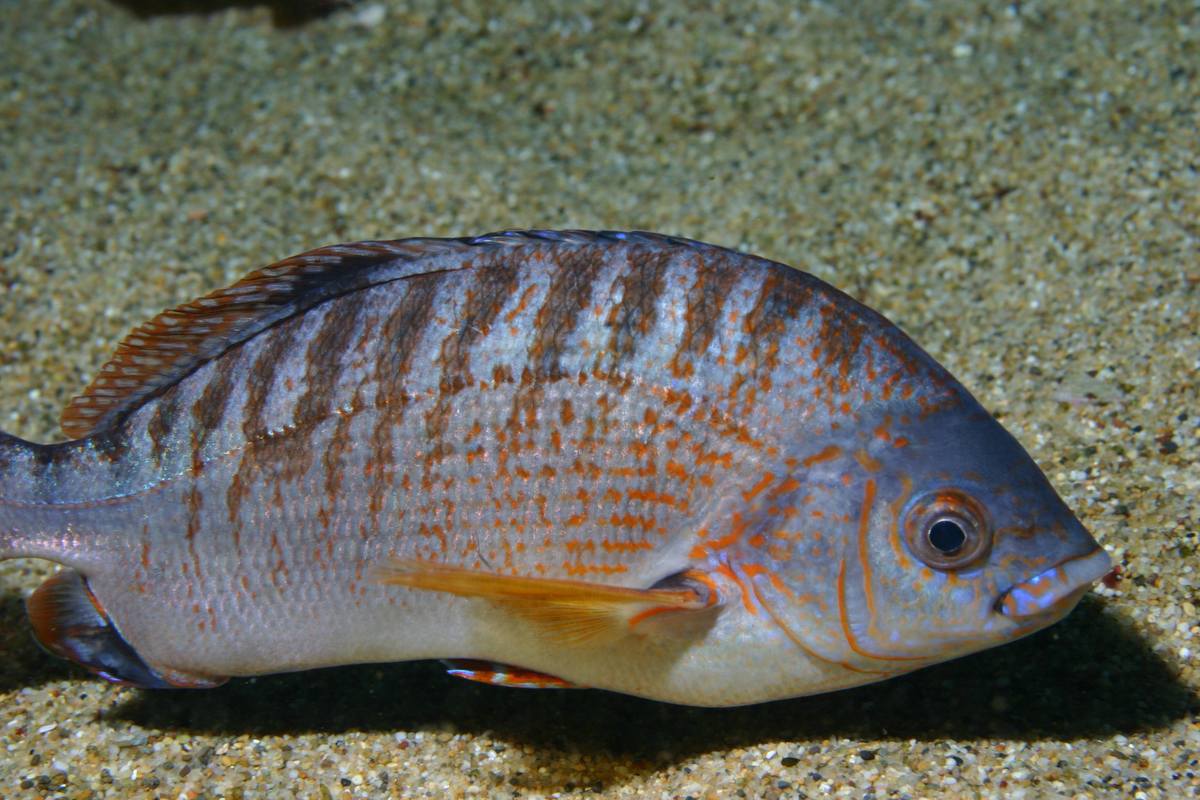
レインボーシーパーチ（Hypsurus caryi）。カリフォルニア沿岸の岩礁や藻場に生息する

ウミタナゴ科にはNelson（2016）の体系において13属24種が認められている。本稿では主にFishBaseに記載される13属24種についてリストする。
日本や朝鮮半島の沿岸に広く分布するウミタナゴ Ditrema temmincki には体色の異なる亜型が存在し、従来は一つの種の中での色彩変異と考えられていた。形態学的研究に基づく再検討の結果、「ウミタナゴ」には実際には複数種が含まれることが明らかとなり、赤味がかったタイプはアカタナゴ D. jordani に同定され、銀色タイプは新亜種マタナゴ D. t. pacificum として記載された。しかしFishBaseではウミタナゴに亜種を認めていない。
- ウミタナゴ属 Ditrema
  - アオタナゴ Ditrema viride
  - アカタナゴ Ditrema jordani[6]
  - ウミタナゴ Ditrema temminckii temminckii
  - マタナゴ Ditrema temminckii pacificum[6]
- オキタナゴ属 Neoditrema
  - オキタナゴ Neoditrema ransonnetii
- Amphistichus 属
  - Amphistichus argenteus Barred surfperch
  - Amphistichus koelzi
  - Amphistichus rhodoterus Redtail surfperch
- Brachyistius 属
  - Brachyistius aletes
  - Brachyistius frenatus Kelp perch
- Cymatogaster 属
  - Cymatogaster aggregata Shiner perch
- Embiotoca 属
  - Embiotoca jacksoni Agassiz, 1853 (Black perch)
  - Embiotoca lateralis Agassiz, 1854 (Striped seaperch)
- Hyperprosopon 属
  - Hyperprosopon anale
  - Hyperprosopon argenteum
  - Hyperprosopon ellipticum Silver surfperch
- Hypsurus 属
  - Hypsurus caryi Rainbow seaperch
- Hysterocarpus 属
  - Hysterocarpus traskii Tule perch
- Micrometrus 属
  - Micrometrus aurora
  - Micrometrus minimus
- Phanerodon 属
  - Phanerodon atripes
  - Phanerodon furcatus
  - Phanerodon vacca
- Rhacochilus 属
  - Rhacochilus toxotes
- Zalembius 属
  - Zalembius rosaceus Pink seaperch